# 坂本礼
坂本 礼（さかもと れい、1973年 - ）は、日本の映画監督、映画プロデューサー。ピンク七福神の1人である。

## 経歴
1973年、東京都江戸川区に生まれる。日活芸術学院在学中の1994年よりピンク映画の現場に参加する。その後、国映にて瀬々敬久、サトウトシキらに師事する。
1999年、『セックス・フレンド 濡れざかり』で監督デビューを果たす。以降の主な監督作品に2005年『悶絶ふたまた 流れ出る愛液』、2009年『いくつになってもやりたい不倫』、2015年『乃梨子の場合』、2016年『夢の女』がある。2023年に映画監督として8年ぶりの新作『二人静か』が公開される。
2013年からプロデューサーとしても活動し、主なプロデュース作品に2014年『つぐない』、2017年『ろんぐ・ぐっどばい』、2020年『れいこいるか』、2021年『にじいろトリップ』、2022年『間借り屋の恋』、『ダラダラ』等がある。

## フィルモグラフィー

### 映画
- セックス・フレンド 濡れざかり（1999年） - 別題『セックス・フレンド 発情』『1・3』[7]
- 18才 下着の中のうずき（2001年） - 別題『連続自殺 メル友』
- 豊満美女 したくて堪らない!（2003年） - 別題『官能旅情ロマン 港町の人妻 あなたが漁に出てる間に』
- 悶絶ふたまた 流れ出る愛液（2005年） - 別題『ふ・た・ま・た 悶絶』『薔薇』[7]
- いくつになってもやりたい不倫（2009年） - 『背徳に溺れて…』としてDVD化[8]　一般公開タイトル『幸福』[7]
- 乃梨子の場合（2015年）
- 夢の女　ユメノヒト（2016年）
- 二人静か(2023年)

### オリジナルビデオ
- ながされて 淫情（2007年） - 別題『淫情 義母と三兄妹』
- 誰とでもする男、誰とでも寝る女。（2008年）